# إبراهيم بن عبد المحسن آل عبد القادر
إبراهيم بن عبد المحسن بن عبد الله آل عبد القادر (1924 - 28 يناير 2012) قانوني وكاتب وشاعر سعودي. ولد بالمبرز في الأحساء، ونشأ بها. تعلم على والده العلوم الدينية والعربية، واعتمد عليه عمه محمد بن عبد الله في كتابة الوثائق الشرعية كاتب ضبط سنة 1945 ، ثم عيّنه رئيس محاكم الأحساء صالح بن علي بن غصون كاتب عدل بالمبرز سنة 1968 ، وانتدب إلى محكمة القطيف ومحكمة الهفوف ومحكمة الجفر لبعض الوقت ثم استقر بكتابة عدل المبرز حتى تقاعده سنة 1986. كلفه عمه محمد قبيل وفاته بالإمامة والخطابة في جامع الإمام فيصل بن تركي آل سعود في المبرز سنة 1964 واستمر حتى تقاعده. يعد من أوائل الذين عملوا في كتابة العدل فيها. شارك في تحرير مجلة الخليج العربي عندما كانت تصدر بالأحساء في 1950. توفي في مسقط رأسه.

## سيرته
هو إبراهيم بن عبد المحسن بن عبد الله بن عبد المحسن بن محمد بن عبد الله بن أحمد بن عبد الله بن محمد بن عبد القادر، الأنصاري الخزرجي القحطاني.

ولد سنة 1343 هـ/ 1924 م بمحلة السياسب بمدينة المبرز في الأحساء ونشأ بها برعاية والده في بيئة علمية وأدبية وقد درس على أعلام أسرته في الهفوف والمبرز، منهم عمه محمد بن عبد الله. ثم تتلمذ على المشائخ منهم عبد الله بن عبد الرحمن بوبندر، وعلي بن عبد الله الخطيب قاضي المبرز.

### مهنته القضائية والدينية
بدأ مهنته كاتباً للضبط في محكمة المبرز سنة 1364هـ/ 1945 م، وظلّ كاتباً للضبط حتى عين كاتبا للعدل في محكمة المبرز في سنة 1388هـ/ 1968 م تقريباً. تنقل في عدد من المحاكم داخل الأحساء وخارجها، وكلف بالعمل في مدينة القطيف كاتباً للعدل قبل عودته للأحساء وتقاعده في 1407هـ/ 1986م.

زاول الإمامة والخطابة في جامع الإمام فيصل بن تركي بالمبرز، حيث عينه عمه لتولّي هذه المهمة من 1384هـ/ 1964 م، وظلَّ يزاول مهمة الإمامة والخطابة في هذا الجامع دون انقطاع لمدة 43 سنة، بعد أن بلغ من العمر 84 عاما في 2006م.

### في الصحافة
شارك في تحرير أول صحيفة أنشئت في الأحساء في السبعينات الهجرية/ الخمسينات الميلادي عن طريق عبد الله الشباط وهي الخليج العربي، وكان له عمود صحفي ثابت بها تناول فيها قضايا أدبية واجتماعية. له مقالات أخرى في مجلة الإشعاع الأدبية.

## شعره
اهتم بالشعر، وله بعض القصائد الاجتماعية والمساجلات مع بعض شعراء عصره. حفظ قصائد فحول الشعراء من القديم والجديد، وخصوصاً قصائد شعراء الأسرة ومنهم عبد الله بن علي ومحمد بن عبد الله، عمه. وشعره عمودياً ونبطياً. كان مجلسه منتدى شعرياً وأدبياً.

## حياته الشخصية
كان حريص على اقتناء الكتب فبدأ في تكوين مكتبته الخاصة مما كان يشتريه من مكتبة عبد الله الملا في الهفوف.

## وفاته
توفي إبراهيم عبد القادر يوم السبت 5 ربيع الأول 1433/ 28 يناير 2012. تمت الصلاة عليه عد صلاة الظهر ودفنه في المقبرة الجنوبية بالمبرز.

## مؤلفاته
له عدة مؤلفات، مخطوطة، ومطبوعة منها:
- المختار من الأمثال الشعبية في الإحساء، الدار الوطنية الجديدة للنشر والتوزيع، 2002، 259 صفحة: قال عنه نفسه «رأيت الأقلام في الأحساء شرعت في جمع ما لهذا البلد من أمثال وأخبار وأشعار أن من ألّف الأمثال كان من الشباب، ولم يطلع على الأمثال القديمة التي كنت قد تحصلت عليها فكانت هذه الأمثال التي جمعت جمعاً محليا لم أستعن بها في الكتب.».[6]